# Achaearanea nayaritensis
Achaearanea nayaritensis är en spindelart som beskrevs av Claude Lévi 1959. Achaearanea nayaritensis ingår i släktet Achaearanea och familjen klotspindlar. Inga underarter finns listade i Catalogue of Life.